# Carattere delle applicazioni informatiche
Quando si usa un dispositivo, questo interagisce con l'utente attraverso delle applicazioni che possono avere un loro carattere, più o meno orientato verso l'utente e le sue esigenze, ma anche alle esigenze di chi lo ha scritto; un vero e proprio carattere delle applicazioni.
Tale carattere del software influenza il dispositivo o una sua parte (singole applicazioni, programmi). In genere è un concetto poco trattato, e ci si concentra molto di più sulla sua usabilità, comunque strettamente correlata.

## Concetto: bisogni di chi scrive il software e dell'utente
Considerando che ogni applicazione è creata da un'azienda o un privato per risolvere un bisogno o una serie di bisogni, si ha che l'applicazione può essere più o meno "educata", ovvero pienamente orientata a risolvere il bisogno dell'utente, fino all'estremo opposto, l'applicazione fornisce un servizio ma il vero scopo è quello di far installare altre applicazioni, far visualizzare pubblicità o, in casi estremi, attrarre l'utente verso altri siti o servizi a sua insaputa (software malevolo, malaware).
Si può parlare quindi di software invadente se mostra insistentemente pubblicità, installa o cerca di installare applicazioni non utili per l'utente, richiede iscrizioni presso siti di alcune aziende senza che ciò sia correlato con l'uso del programma, ecc. Ovviamente prima di giudicare un programma bisogna ben valutare i servizi che mette a disposizione. In molti casi è più che accettabile che un sito o programma mostri della pubblicità, richieda una registrazione o ha altre richieste se non lo fa di nascosto e fornisce dei servizi all'altezza delle aspettative: creare un buon programma richiede uno sforzo in termini di risorse umane che non si è tenuti a dare gratuitamente. Il problema, senza entrare nell'ambito del software malevolo, inizia quando si tenta di modificare le abitudini dell'utente a sua insaputa, ad esempio un nuovo programma installato all'insaputa dell'utente si imposta come programma predefinito per certi tipi di file che prima erano aperti da un altro programma o tenta di far fare all'utente alcune scelte perché alcune opzioni sono seminascoste rispetto ad altre, o ancora perché un sito fa partire suoni senza che siano richiesti o aspettati dall'utente, e simili situazioni sperimentabili quotidianamente.
Alcune caratteristiche che possono essere sintomi di un cattivo comportamento di programmi e applicazioni.

## Installazione di programmi su un computer/dispositivo
Un programma che viene installato può portare all'installazione di altri programmi (in genere barre di strumenti che per i browser), far installare altri programmi, mettersi in avvio automatico. Ognuna di queste operazioni deve essere effettuata previa autorizzazione dell'utente, salvo casi particolari legati alle funzionalità del programma installato. Ad esempio è ovvio che un programma antivirus deve partire all'avvio del sistema per motivi di sicurezza, mentre non ci si aspetta che modifichi il motore di ricerca predefinito su internet.

## Carattere dei siti web
I siti web sono oggi molto più interattivi che in passato. Spesso sono un ponte tra l'utente generico ed il gestore del sito, che non necessariamente lo ha creato manualmente. Sono disponibili degli spazi web che permettono di creare blog, forum senza occuparsi della programmazione, ma permettono anche al gestore del sito di personalizzarlo. Il comportamento è quindi dovuto sia al gestore del sito che a chi ha creato il codice che lo fa funzionare.

### Video, suoni
I video ed i suoni possono essere chiari più di molte spiegazioni. Sono molti i siti che ne offrono in quantità e questi possono essere integrati in qualsiasi sito.
Da evitare:
- video e/o suoni che partono in automatico, potrebbero sorprendere l'utente e disturbare lui o chi sta con lui. Ovviamente dipende dal tipo di sito che si sta navigando: se è un sito di video o di una radio la cosa è più che accettabile. In altri casi i suoni potrebbero essere inopportuni, se si avvia un sito di notizie e partono in automatico le previsioni del tempo. In alcuni casi i video, fermati, si riavviano dopo un certo lasso di tempo. Se l'utente ha avviato più schede (ad esempio cliccando sui vari risultati di un motore di ricerca), potrebbe faticare a capire quale è quella rumorosa.

### Commenti
Oggigiorno il Web è diventato un luogo in cui non solo i gestori di siti possono esprimersi, ma anche i lettori possono commentare, sotto certe condizioni (registrazione, indicazione dell'email...). Addirittura si è dato a questo tipo di web "interattivo" il nome di Web 2.0, nonostante che questo nome sia stato dato da Tim Barners Lee per un tipo diverso di Web, ovvero il non ancora decollato Web semantico. Se molti commenti sono molto semplici, taluni anche volgari o semplici annunci pubblicitari automatici, bisogna anche considerare che per alcuni di essi l'utente fa uso di energie per esprimere i propri concetti, spiegare le sue idee. Considerando il carattere di una pagina che accetta commenti possiamo individuare dei comportamenti poco gradevoli:
- un riaggiornamento della pagina che cancella i commenti in fase di scrittura. Alcune pagine si ricaricano periodicamente; tale operazione, se davvero necessaria, dovrebbe preservare un eventuale commento che ancora è in fase di scrittura da parte dell'utente;
- filtro dei commenti pre-pubblicazione non palese. Fa credere all'utente che ogni commento scritto secondo le linee guida del sito o quelle generali della netiquette (che non sia offensivo, spam ecc.) verrà pubblicato. Per risparmiare fatiche inutili ad un eventuale commentatore, le condizioni di pubblicazione dei commenti dovrebbero essere esplicitate così come una chiusura dei commenti alle pagine (ad esempio: se per non sovraccaricare il lavoro dei moderatori, gli articoli più vecchi di 3 mesi non sono più commentabili, ciò va esplicitato).

### Date di blog e forum
La data di una discussione o di un articolo di un blog potrebbe essere poco importante per alcuni argomenti, come ad esempio un sito di ricette, mentre potrebbero essere estremamente importanti in altri ambiti, ad esempio un sito di tecnologie informatiche.
- Per i blog, la data di scrittura degli articoli dovrebbe essere ben visibile. Per quanto un articolo possa trattare un "nuovo" programma o di una caratteristica all'avanguardia di un linguaggio di programmazione, tra mesi o anni questa sarà probabilmente obsoleta. Allora sarà meglio per l'utente avere la data dell'articolo immediatamente sotto gli occhi cosicché potrà capire secondo la sua esperienza se le informazioni sono ancora utili. Se un articolo su XML o su come creare una classe C++ può essere attuale ancora dopo molti anni, un altro articolo che spiega come far funzionare del codice JavaScript sui diversi browser potrebbe diventuale obsoleto in pochi mesi o anni, vista la velocità di rilascio di nuove versioni di questi ultimi.
- Anche sui forum la data di inizio discussione dovrebbe essere ben visibile per gli stessi motivi, ma eventualmente anche la data dell'ultimo intervento può essere indicativa dell'attualità di una discussione.

### Formulari
I formulari elettronici sono molto usati nei siti web per permettere all'utente di inviare informazioni.
I dati in un formulario devono essere ben visibili e dove possono essere più naturalmente trovati, le condizioni ben visibili. Ad esempio, le compagnie aeree vogliono spingere chi prenota un biglietto ad acquistare l'assicurazione, mentre i passeggeri spesso non comprano quest'ultima, per risparmiare. Un sito di una compagnia aerea che mettesse l'opzione di annullamento dell'assicurazione in una lista non ben specificata (ad esempio, una lista di paesi) sarebbe poco corretto.

### Social network
Un social network dovrebbe permettere di nascondere i dati dell'utente, se questo non li vuole mostrare; dovrebbe inoltre limitare la possibilità di terzi di scrivere dati su un utente, deve essere l'utente e solo lui a decidere cosa inserire. Da alcuni anni fa molto discutere il trattamento dei dati personali di Facebook.

## Carattere (conclusioni)
Un sito o un programma in generale può avere un buono o cattivo carattere in base a come si comporta nei confronti dell'utente e degli interessi di chi lo ha creato. L'ideale sarebbe un programma molto trasparente e personalizzabile; altre volte i programmi possono essere "arroganti" ovvero tendono a decidere al posto dell'utente non proponendo alternative o seminascondendo alcune opzioni o invadenti, sforando in campi che non sono di loro competenza, direttamente (ad esempio predisponendosi come lettori di alcuni tipi di file senza richiesta) o indirettamente (installando altro software).
Infine i programmi possono avere come scopo quello di usare i dati dell'utente, causare frodi, installare trojan, ma in questo caso si entra nel campo del software malevolo che non è l'argomento qui trattato.
Ciò non è solo correlato ai computer, ad esempio un telefonino con schermo tattile potrebbe avere dei tasti come il negozio online dell'azienda produttrice in un punto in cui è facile premere per sbaglio, e non è possibile modificarne la posizione.